# Tunapuy (paroisse civile)
Pour les articles homonymes, voir Tunapuy.
Tunapuy est l'une des deux paroisses civiles de la municipalité de Libertador dans l'État de Sucre au Venezuela. Sa capitale est Tunapuy, chef-lieu de la municipalité.